# Зубрицкий, Виктор Васильевич
Ви́ктор Васи́льевич Зубри́цкий (укр. Віктор Васильович Зубрицький; род. 11 октября 1971, Полтава, УССР, СССР) — украинский медиа-менеджер, продюсер, создатель телеканала «112 Украина».

## Биография

### Обвинения в координации Антимайдана
С момента запуска телеканала Украины «112 Украина» 26 ноября 2013 года и до даты проведения пресс-конференции 3 апреля 2014 года, посвященной результатам предварительного расследования убийств во время акций протеста, прошло несколько месяцев, когда общественность впервые узнала имя Виктора Зубрицкого из уст министра внутренних дел Арсена Авакова, он сообщил, что к деятельности провокаторов, действовавших во время противостояний в Киеве, непосредственное отношение имели экс-министр МВД Виталий Захарченко, руководитель некоего медиахолдинга «Контакт» Виктор Зубрицкий и теневой бизнесмен Алексей Чеботарев.
Виктор Зубрицкий был обвинен в координации деятельности всех групп, начиная от Антимайдана и заканчивая теми группами, которые действовали в районе Михайловской площади, Мариинского парка, Крепостного переулка «в самые острые моменты 19-20 числа», а также в предыдущие два месяца. Также, именно Виктор Зубрицкий, по словам Авакова, готовил дискредитирующие материалы и «темники» для СМИ. По словам министра внутренних дел, "обращает на себя внимание в этом контексте связь Зубрицкого с известными в медиакругах господами из разных каналов".
В апреле 2014 года, в ряде СМИ началась череда публикаций о структуре собственности телеканала «112 Украина». Был ли этот интерес связан с ростом популярности в рейтинге самого телеканала или нет, однако уже в 2015 году телеканал вышел на первое место среди информационных каналов Украины, оставив позади 5-й канал и «24».

### Пленки Онищенко
В конце 2016 года народный депутат Онищенко Александр Романович начал обнародовать данные о фактах коррупции в высшем руководстве Украины. 15 декабря на сайте «Обозреватель» появился текст с фрагментом видео с Онищенко. Материал назывался «Как „политэмигрант“ Онищенко проходит инструктаж ФСБ». Издание утверждает, что нардеп проходит «инструктаж с двумя неизвестными», один из которых говорит с ярко выраженным украинским акцентом. Из контекста статьи можно сделать вывод, что разговор записывался в Москве, а «инструкторами» были сотрудники российских спецслужб. Инструктором оказался известный телеменеджер, основатель телеканала 112 Виктор Зубрицкий.

### Судебные процессы
Печерский райсуд г. Киева 4 июня 2014 года признал недостоверной информацию, распространенную министром внутренних дел Украины Арсеном Аваковым о главе медиа-холдинга «Контакт» Викторе Зубрицком, и обязал главу ведомства опровергнуть соответствующее заявление.

### Обвинения Ильи Яшина
В декабре 2016 года, один из лидеров движения «Солидарность» россиянин Илья Яшин опубликовал аналитический обзор «Гибридная агрессия Кремля», в котором заявил, со ссылкой на свои источники, что бывший креативный продюсер канала «112 Украина» Виктор Зубрицкий участвует по заказу Кремля в операции по дискредитации украинской власти с помощью скандала вокруг так называемых «пленок Онищенко».

Виктора Зубрицкого я считаю кремлёвским инструктором, человеком, который выполняет задания Кремля по Украине. Насколько я понимаю, непосредственный начальник у него Сурков, который на сегодняшний день курирует в Кремле все украинское направление, — Илья Яшин

### Включение в список 21
17 ноября 2016 года в Верховная рада не набрал нужного количества голосов проект постановления № 5350 «Про заходи захисту національних інтересів, Національної безпеки, суверенітету і територіальної цілісності України, протидії терористичній діяльності», который предполагал введение персональных санкций в отношении двадцати одного гражданина Украины — бывшего президента Украины Виктора Януковича и «ряда бывших чиновников из его ближайшего окружения». В список персональных санкций вошёл и Виктор Зубрицкий. Авторами проекта постановления значатся: Максим Бурбак, Игорь Грынив, Олег Березюк, Андрей Левус, Олег Ляшко, Сергей Пашинский, Татьяна Черновол и Сергей Высоцкий.

### «Союз блогеров Украины»
В начале 2019 года образовался «Союз блогеров Украины», который ранее уличили в работе на Кремль, хорошо финансируют, и за ним стоят достаточно влиятельные люди. Об этом рассказала волонтер «Миротворца» Екатерина Яресько. Отмечается, что с этой организацией связаны скандальные блогеры Руслан Коцаба, Татьяна Монтян и Александр Семченко. Виктора Зубрицкого связывают с тем, что этот проект («Союз блогеров Украины») зарегистрирован на него, а сам проект — спецоперация российских спецслужб.

### Андрей Подщипков
В интервью Людмиле Ксенз интернет-изданию «Страна.ua», Виктор Зубрицкий сообщил, что против телеканала «112 Украина» (укр. «112 Україна») возможна рейдерская атака, в которой может быть задействован бывший топ-менеджер канала Андрей Подщипков. «В последнее время он отсутствовал в Украине, но недавно вдруг вернулся и зарегистрировался кандидатом на выборы по одному из мажоритарных округов Киева.».
«13 июля 2019 года, после публикации интервью с Виктором Зубрицким, офис телеканала „112 Украина“ обстреляли из гранатомета, власти до сих пор не дали адекватной оценки этому ЧП. И, похоже, для 112 канала — это ещё не конец истории. В свою очередь, Андрей Подщипков, с которым нам удалось связаться, подтвердил намерение идти в суд» — сообщает интернет-издание «Страна.ua» от 16 июля 2019 года. Виктор Зубрицкий прокомментировал заявление Андрея Подщипкова следующим: «Я понимаю, что Андрею сейчас нужно играть отведённую ему роль».

### Творческая деятельность
Продюсирование Украина в огне (фильм, 2016) — документальный фильм американского режиссёра украинского происхождения Игоря Лопатёнка и американского продюсера Оливера Стоуна, снятый в 2016 году
Консультант «Бойня на Майдане», 2014 (англ. Maidan Massacre) — документальный фильм американского режиссера Джона Бек-Хоффмана (John Beck Hofmann), снятый в 2014 году